# Jean-Baptiste Morin (Mathematiker)

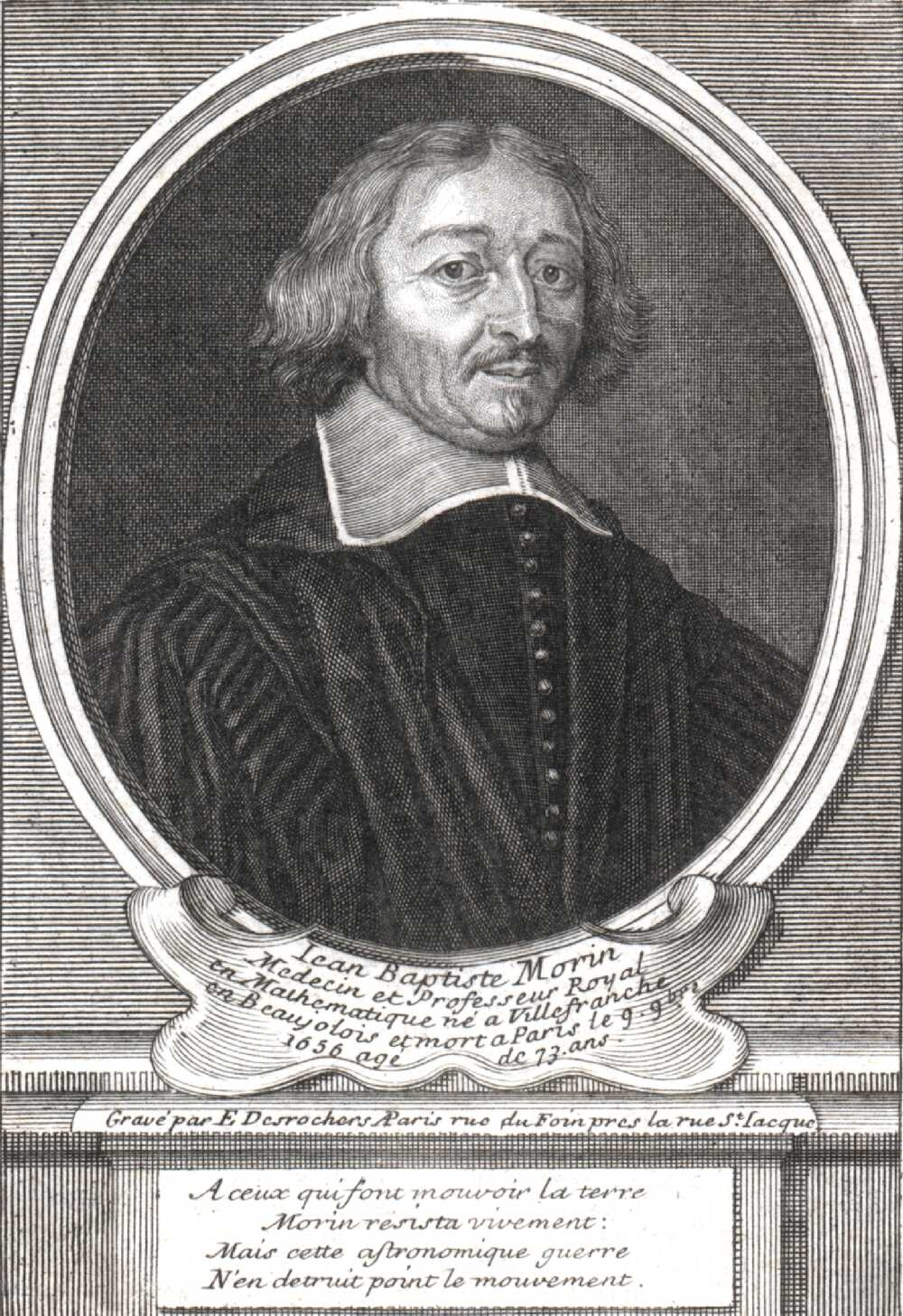
Jean-Baptiste Morin (1583–1656).

Jean-Baptiste Morin (auch: Morinus; * 23. Februar 1583 in Villefranche, Yonne; † 6. November 1656) war ein französischer Astrologe, Mathematiker und Astronom.
Mit 16 Jahren begann er in Aix-en-Provence Philosophie zu studieren. Ab 1611 folgte ein Studium der Medizin in Avignon, das er 1613 mit dem Dr. med. abschloss. Anschließend war er bis 1623 beim Bischof von Boulogne, der ihn zum Studium des Bergbaus nach Deutschland und Ungarn sandte und ihn als Astrologen beschäftigte. Bis 1629 war er danach in ähnlicher Funktion beim Herzog von Luxembourg, fand aber auch Zeit für wissenschaftliche Arbeiten über Optik und astronomische Beobachtungen mit Pierre Gassendi. 1630 wurde er Professor für Mathematik am Collège Royal, was er bis zu seinem Tod blieb. 1635 gelang ihm als einem der ersten Astronomen, den hellsten Stern des Nordhimmels Arktur im Bärenhüter am Taghimmel zu beobachten.
Als Astronom war er ein Gegner des Kopernikanischen Weltbildes und griff Galileo Galilei öffentlich an. Zur Lösung des von der Pariser Akademie für einen Preis ausgeschriebenen Längengrad-Problems schlug er die Verwendung der Mond-Ephemeriden vor (einschließlich der Parallaxe des Mondes). Kardinal Richelieu setzte ein Komitee zur Beurteilung seiner Vorschläge ein, das ihm aber den Preis nicht zuerkennen wollte, da seine Methode mit den Beobachtungsmitteln der Zeit nicht praktikabel war. Er erhielt aber von Mazarin 1645 eine Pension für seine Arbeiten über das Längengrad-Problem, das für die Navigation auf den Weltmeeren von immenser praktischer Bedeutung war.
Da er zuletzt auch Descartes heftig angriff, isolierte er sich gegen Ende seines Lebens von seinen Wissenschaftlerkollegen.

## Werke
- Tabulæ Rudolphinæ Ad Meridianum Uraniburgi supputatæ / A Johanne Baptista Morino Doctore Medico, & Regio Parisiis Mathem. Professore ad accuratum & facile compendium redactæ. In: Astronomia Carolina, Nova Theoria Motuum Coelestium, Secundum optimas Observationes & rationi maxime consentanea fundamenta Artis...: cum... Tabulis & Præceptis pro calculo Eclipsium &c. / Thomas Streete. - Noribergae [Nürnberg]: Otto, 1705.
- Jean-Baptiste Morin: Astrologia Gallica, Buch XXI, Chiron-Verlag  ISBN 3925100261
- Jean-Baptiste Morin de Villefranche: Die Astrologie der Häuserherrscher, Astrologia Gallica, Buch XXI, Chiron-Verlag ISBN 3899972821